# Abrocam
La gallina Abrocam es una raza de gallina autóctona de España. Pertenece al grupo de gallinas super pesadas. Es el resultado del cruce de razas de crecimiento rápido, con razas super pesadas.
No está incluida en el Catálogo Oficial de Razas de Ganado de España del Ministerio de Agricultura, Pesca y Alimentación, por lo que no tiene reconocimiento oficial.

## Descripción
Esta raza se caracteriza por un pecho bastante profundo, carne compacta y un vistozo plumaje. Su crianza y explotación no exceden las veinte semanas. Se crían principalmente para la obtención de carne.

## Reproducción
Presentan una acelerada reproducción, una gallina de esta raza puede poner hasta ciento ochenta huevos por año.